# Las Mariposas (Chile)
Las Mariposas es una localidad chilena ubicada dentro de la comuna de Chillán, en la Provincia de Diguillín, de la región de Ñuble y perteneciente a la Conurbación Chillán. Al año 2017 contaba con 1.599 habitantes distribuidos en 508 viviendas en una superficie de 1,29 km2.